# Indonesien ved sommer-OL 2024
Indonesien deltog i sommer-OL 2024 i Paris, Frankrig i perioden 26. juli til 11. august 2024.

## Medaljer
| 2024 Paris | Guld | Sølv | Bronze | Total |
| Indonesien | 2    | 0    | 1      | 3     |

### Medaljevinderne
| Indonesien under sommer-OL 2024 i Paris | Indonesien under sommer-OL 2024 i Paris | Indonesien under sommer-OL 2024 i Paris | Indonesien under sommer-OL 2024 i Paris | Indonesien under sommer-OL 2024 i Paris |
| Medalje                                 | Navn                                    | Sport                                   | Event                                   | Dato                                    |
| --------------------------------------- | --------------------------------------- | --------------------------------------- | --------------------------------------- | --------------------------------------- |
| Guld                                    | Veddriq Leonardo                        | Sportsklatring                          | Herrernes hurtighed                     | 8. august                               |
| Guld                                    | Rizki Juniansyah                        | Vægtløftning                            | Men's −73 kg                            | 8. august                               |
| Bronze                                  | Gregoria Mariska Tunjung                | Badminton                               | Damesingle                              | 5. august                               |